# John Dumbleton
John Dumbleton (Johannes Dumbleton)  (ca. 1310–ca. 1349) war ein englischer Logiker, Naturphilosoph und Scholastiker am Merton College in Oxford, wo er im Jahre 1338 den Rang eines Fellow innehatte. Er war einer der vier Oxford Calculators, zusammen mit Thomas Bradwardine, William Heytesbury und Richard Swineshead. Über sein Leben und seine Karriere ist wenig bekannt.
Sein Meisterwerk war Summa logicae et philosophiae naturalis (Compendium der Logik und Naturphilosophie).